# Eliminatórias da Copa do Mundo FIFA de 2018 - Europa (Grupo I)
O Grupo I das eliminatórias da Europa para a Copa do Mundo FIFA de 2018 foi formado por: Croácia, Islândia, Ucrânia, Turquia, Finlândia e Kosovo.
O vencedor do grupo se qualificou automaticamente para a Copa do Mundo de 2018. Além dos demais oito vencedores de grupos, os oito melhores segundos colocados avançaram para a segunda fase, que será disputada no sistema de play-offs.

## Classificação
| Pos | Equipe    | Pts | J  | V | E | D | GP | GC | SG  | Classificado                              |  | ISL | CRO | UKR | TUR | FIN | KVX |
| --- | --------- | --- | -- | - | - | - | -- | -- | --- | ----------------------------------------- |  | --- | --- | --- | --- | --- | --- |
| 1   | Islândia  | 22  | 10 | 7 | 1 | 2 | 16 | 7  | +9  | qualificadas para a Copa do Mundo de 2018 |  | —   | 1–0 | 2–0 | 2–0 | 3–2 | 2–0 |
| 2   | Croácia   | 20  | 10 | 6 | 2 | 2 | 15 | 4  | +11 | qualificadas para a segunda fase          |  | 2–0 | —   | 1–0 | 1–1 | 1–1 | 1–0 |
| 3   | Ucrânia   | 17  | 10 | 5 | 2 | 3 | 13 | 9  | +4  | Eliminado                                 |  | 1–1 | 0–2 | —   | 2–0 | 1–0 | 3–0 |
| 4   | Turquia   | 15  | 10 | 4 | 3 | 3 | 14 | 13 | +1  | Eliminado                                 |  | 0–3 | 1–0 | 2–2 | —   | 2–0 | 2–0 |
| 5   | Finlândia | 9   | 10 | 2 | 3 | 5 | 9  | 13 | −4  | Eliminado                                 |  | 1–0 | 0–1 | 1–2 | 2–2 | —   | 1–1 |
| 6   | Kosovo    | 1   | 10 | 0 | 1 | 9 | 3  | 24 | −21 | Eliminado                                 |  | 1–2 | 0–6 | 0–2 | 1–4 | 0–1 | —   |

## Partidas
O calendário de partidas foi divulgado pela UEFA em 26 de julho de 2015, um dia após o sorteio ser realizado em São Petersburgo na Rússia.

### Primeira rodada
| 5 de setembro de 2016 | Croácia           | 1 – 1     | Turquia          | Estádio Maksimir, Zagreb                    |
| 20:45 (UTC+2)         | Rakitić 44' (pen) | FIFA UEFA | Çalhanoğlu 45+2' | Público: 0[A] Árbitro: POL Szymon Marciniak |

| Croácia | Turquia |

| 5 de setembro de 2016 | Finlândia    | 1 – 1     | Kosovo               | Veritas Stadion, Turku                    |
| 21:45 (UTC+3)         | Arajuuri 18' | FIFA UEFA | V. Berisha 60' (pen) | Público: 7 571 Árbitro: SVK Ivan Kružliak |

| Finlândia | Kosovo |

| 5 de setembro de 2016 | Ucrânia        | 1 – 1     | Islândia       | Estádio Olímpico, Kiev                    |
| 21:45 (UTC+3)         | Yarmolenko 41' | FIFA UEFA | Finnbogason 6' | Público: 0[B] Árbitro: FRA Clément Turpin |

| Ucrânia | Islândia |

### Segunda rodada
| 6 de outubro de 2016 | Islândia                                              | 3 – 2     | Finlândia           | Laugardalsvöllur, Reykjavík                   |
| 18:45 (UTC+0)        | Árnason 37' · Finnbogason 90+1' · R. Sigurðsson 90+6' | FIFA UEFA | Pukki 21' · Lod 39' | Público: 9 548 Árbitro: NOR Svein Oddvar Moen |

| Islândia | Finlândia |

| 6 de outubro de 2016 | Kosovo | 0 – 6     | Croácia                                                                | Estádio de Loro-Boriçi, Escodra (Albânia)[C]          |
| 20:45 (UTC+2)        |        | FIFA UEFA | Mandžukić 6', 24', 35' · Mitrović 68' · Perišić 83' · N. Kalinić 90+2' | Público: 14 612 Árbitro: ESP David Fernández Borbalán |

| Kosovo | Croácia |

| 6 de outubro de 2016 | Turquia                            | 2 – 2     | Ucrânia                            | Torku Arena, Cônia                        |
| 21:45 (UTC+3)        | Tufan 45+1' · Çalhanoğlu 81' (pen) | FIFA UEFA | Yarmolenko 24' (pen) · Kravets 27' | Público: 36 714 Árbitro: GER Manuel Gräfe |

| Turquia | Ucrânia |

### Terceira rodada
| 9 de outubro de 2016 | Finlândia | 0 – 1     | Croácia       | Estádio Ratina, Tampere                   |
| 19:00 (UTC+3)        |           | FIFA UEFA | Mandžukić 18' | Público: 15 567 Árbitro: FRA Ruddy Buquet |

| Finlândia | Croácia |

| 9 de outubro de 2016 | Ucrânia                                  | 3 – 0     | Kosovo | Estádio Marshal Józef Piłsudski, Cracóvia (Polônia)[D] |
| 18:00 (UTC+2)        | Kravets 31' · Yarmolenko 81' · Rotan 87' | FIFA UEFA |        | Público: 999 Árbitro: NED Kevin Blom                   |

| Ucrânia | Kosovo |

| 9 de outubro de 2016 | Islândia                        | 2 – 0     | Turquia | Laugardalsvöllur, Reykjavík                  |
| 18:45 (UTC+0)        | Bjarnason 42' · Finnbogason 44' | FIFA UEFA |         | Público: 9 775 Árbitro: ENG Mark Clattenburg |

| Islândia | Turquia |

### Quarta rodada
| 12 de novembro de 2016 | Croácia             | 2 – 0     | Islândia | Estádio Maksimir, Zagreb                   |
| 18:00 (UTC+1)          | Brozović 15', 90+1' | FIFA UEFA |          | Público: 0[A] Árbitro: ITA Gianluca Rocchi |

| Croácia | Islândia |

| 12 de novembro de 2016 | Turquia              | 2 – 0     | Kosovo | Antalya Arena, Antália                    |
| 20:00 (UTC+3)          | Yılmaz 51' · Şen 55' | FIFA UEFA |        | Público: 26 555 Árbitro: HUN Tamás Bognár |

| Turquia | Kosovo |

| 12 de novembro de 2016 | Ucrânia     | 1 – 0     | Finlândia | Estádio Chornomorets, Odessa              |
| 21:45 (UTC+2)          | Kravets 25' | FIFA UEFA |           | Público: 26 482 Árbitro: POR Manuel Sousa |

| Ucrânia | Finlândia |

### Quinta rodada
| 24 de março de 2017 | Turquia       | 2 – 0     | Finlândia | Antalya Arena, Antália                         |
| 20:00 (UTC+3)       | Tosun 9', 13' | FIFA UEFA |           | Público: 28 990 Árbitro: ESP Jesús Gil Manzano |

| Turquia | Finlândia |

| 24 de março de 2017 | Croácia     | 1 – 0     | Ucrânia | Estádio Maksimir, Zagreb                         |
| 20:45 (UTC+1)       | Kalinić 38' | FIFA UEFA |         | Público: 27 351 Árbitro: ESP Antonio Mateu Lahoz |

| Croácia | Ucrânia |

| 24 de março de 2017 | Kosovo    | 1 – 2     | Islândia                               | Estádio de Loro-Boriçi, Escodra (Albânia)[C]  |
| 20:45 (UTC+1)       | Nuhiu 52' | FIFA UEFA | Sigurðarson 25' · Sigurðsson 35' (pen) | Público: 6 832 Árbitro: POR Artur Soares Dias |

| Kosovo | Islândia |

### Sexta rodada
| 11 de junho de 2017 | Finlândia      | 1 – 2     | Ucrânia                        | Estádio Ratina, Tampere                |
| 19:00 (UTC+3)       | Pohjanpalo 72' | FIFA UEFA | Konoplyanka 51' · Besyedin 75' | Público: 8 723 Árbitro: ISR Alon Yefet |

| Finlândia | Ucrânia |

| 11 de junho de 2017 | Islândia      | 1 – 0     | Croácia | Laugardalsvöllur, Reykjavík                          |
| 18:45 (UTC+0)       | Magnússon 90' | FIFA UEFA |         | Público: 9 775 Árbitro: ESP Alberto Undiano Mallenco |

| Islândia | Croácia |

| 11 de junho de 2017 | Kosovo       | 1 – 4     | Turquia                                     | Estádio de Loro-Boriçi, Escodra (Albânia)[C] |
| 20:45 (UTC+2)       | Rrahmani 22' | FIFA UEFA | Şen 7' · Ünder 31' · Yılmaz 61' · Tufan 82' | Público: 3 758 Árbitro: CZE Miroslav Zelinka |

| Kosovo | Turquia |

### Sétima rodada
| 2 de setembro de 2017 | Finlândia | 1 – 0     | Islândia | Estádio Ratina, Tampere                     |
| 19:00 (UTC+3)         | Ring 8'   | FIFA UEFA |          | Público: 15 835 Árbitro: CZE Pavel Královec |

| Finlândia | Islândia |

| 2 de setembro de 2017 | Ucrânia             | 2 – 0     | Turquia | Estádio Metalist, Carcóvia                            |
| 21:45 (UTC+3)         | Yarmolenko 18', 42' | FIFA UEFA |         | Público: 36 796 Árbitro: ESP David Fernández Borbalán |

| Ucrânia | Turquia |

| 3 de setembro de 2017[E] | Croácia  | 1 – 0     | Kosovo | Estádio Maksimir, Zagreb                       |
| 14:30 (UTC+2)            | Vida 74' | FIFA UEFA |        | Público: 6 839 Árbitro: SWE Stefan Johannesson |

| Croácia | Kosovo |

### Oitava rodada
| 5 de setembro de 2017 | Islândia               | 2 – 0     | Ucrânia | Laugardalsvöllur, Reykjavík                |
| 18:45 (UTC+0)         | G. Sigurðsson 47', 66' | FIFA UEFA |         | Público: 9 769 Árbitro: SCO William Collum |

| Islândia | Ucrânia |

| 5 de setembro de 2017 | Kosovo | 0 – 1     | Finlândia | Estádio de Loro-Boriçi, Escodra (Albânia)[C]      |
| 20:45 (UTC+2)         |        | FIFA UEFA | Pukki 83' | Público: 2 446 Árbitro: AUT Manuel Schüttengruber |

| Kosovo | Finlândia |

| 5 de setembro de 2017 | Turquia   | 1 – 0     | Croácia | Novo Estádio de Esquixequir, Esquixequir   |
| 21:45 (UTC+3)         | Tosun 75' | FIFA UEFA |         | Público: 28 600 Árbitro: HUN Viktor Kassai |

| Turquia | Croácia |

### Nona rodada
| 6 de outubro de 2017 | Croácia       | 1 – 1     | Finlândia | Stadion Rujevica, Rijeka                     |
| 20:45 (UTC+2)        | Mandžukić 57' | FIFA UEFA | Soiri 90' | Público: 7 578 Árbitro: POL Daniel Stefanski |

| Croácia | Finlândia |

| 6 de outubro de 2017 | Kosovo | 0 – 2     | Ucrânia                              | Estádio de Loro-Boriçi, Escodra (Albânia)[C] |
| 20:45 (UTC+2)        |        | FIFA UEFA | Paqarada 60' (g.c.) · Yarmolenko 87' | Público: 1 261 Árbitro: ENG Craig Pawson     |

| Kosovo | Ucrânia |

| 6 de outubro de 2017 | Turquia | 0 – 3     | Islândia                                      | Novo Estádio de Esquixequir, Esquixequir      |
| 21:45 (UTC+3)        |         | FIFA UEFA | Guðmundsson 32' · Bjarnason 39' · Árnason 49' | Público: 30 390 Árbitro: POL Szymon Marciniak |

| Turquia | Islândia |

### Décima rodada
| 9 de outubro de 2017 | Finlândia                     | 2 – 2     | Turquia        | Veritas Stadion, Turku                     |
| 21:45 (UTC+3)        | Arajuuri 76' · Pohjanpalo 88' | FIFA UEFA | Tosun 57', 83' | Público: 6 612 Árbitro: FRA Benoît Bastien |

| Finlândia | Turquia |

| 9 de outubro de 2017 | Islândia                            | 2 – 0     | Kosovo | Laugardalsvöllur, Reykjavík                |
| 18:45 (UTC+0)        | G. Sigurðsson 40' · Guðmundsson 68' | FIFA UEFA |        | Público: 9 775 Árbitro: AUT Harald Lechner |

| Islândia | Kosovo |

| 9 de outubro de 2017 | Ucrânia | 0 – 2     | Croácia           | Estádio Olímpico, Kiev                   |
| 21:45 (UTC+3)        |         | FIFA UEFA | Kramarić 62', 70' | Público: 60 200 Árbitro: GER Felix Brych |

| Ucrânia | Croácia |

## Artilheiros
6 gols (1)
- UKR Andriy Yarmolenko

5 gols (2)
- CRO Mario Mandžukić
- TUR Cenk Tosun

4 gols (1)
- ISL Gylfi Sigurðsson

3 gols (2)
- ISL Alfredh Finnbogason
- UKR Artem Kravets

2 gols (12)
- CRO Marcelo Brozović
- CRO Nikola Kalinić
- CRO Andrej Kramarić
- FIN Paulus Arajuuri
- FIN Joel Pohjanpalo
- FIN Teemu Pukki
- ISL Kári Árnason
- ISL Jóhann Guðmundsson
- TUR Hakan Çalhanoğlu
- TUR Volkan Şen
- TUR Ozan Tufan
- TUR Burak Yılmaz

1 gol (19)
- CRO Matej Mitrović
- CRO Ivan Perišić
- CRO Ivan Rakitić
- CRO Domagoj Vida
- FIN Robin Lod
- FIN Alexander Ring
- FIN Pyry Soiri
- ISL Birkir Bjarnason
- ISL Elmar Bjarnason
- ISL Hörður Magnússon
- ISL Björn Sigurðarson
- ISL Ragnar Sigurðsson
- KOS Valon Berisha
- KOS Atdhe Nuhiu
- KOS Amir Rrahmani
- TUR Cengiz Ünder
- UKR Artem Besyedin
- UKR Yevhen Konoplyanka
- UKR Ruslan Rotan

Gols contra (1)
- KOS Leart Paqarada (para a  Ucrânia)